# Grade preta
Grade preta (em alemão: Schwarzer Raster ) é uma pintura a óleo sobre tela realizada pelo artista russo Wassily Kandinsky em 1922. Pintado no auge da sua criatividade, esta pintura inclui as suas teorias sobre as emoções que as linhas, as formas e as cores transmitem. O vermelho dava a impressão de um rufar de tambor, enquanto o verde passava o som de um violino calmo. As linha verticais eram frias, e as horizontais eram quentes, fortes e amarelas. Este trabalho apresenta contrastes como a maturidade das linhas curvas, e a juventude das linhas angulares.